# Stock Island
Stock Island – jednostka osadnicza w Stanach Zjednoczonych, w stanie Floryda, w hrabstwie Monroe, na archipelagu Florida Keys, nad Oceanem Atlantyckim. W 2010 była zamieszkana przez 3919 osób.